# باشگاه فوتبال پرو گوریتسیا
آسوچیاتزیونه اسپورتیوا پرو گوریتسیا یا پرو گوریتسیا یک باشگاه فوتبال ایتالیایی است که در گوریتزیا، فریولی ونتزیا جولیا قرار دارد و در حال حاضر در لیگ پروموتسیونه (ششمین سطح فوتبال ایتالیا) بازی می‌کند. رنگ لباس باشگاه آبی و سفید است.
باشگاه در سال ۱۹۱۹ تأسیس شد و دو فصل را در سری بی گذراند.